# Jaani (prénom)
Pour les articles homonymes, voir Jaani.
Jaani est un prénom masculin et pouvant désigner :

## Prénom
- Jaani (en) (né en 1989), compositeur et parolier indien
- Jaani Peuhu (né en 1978), musicien et producteur finlandais
- Jaani Babu Qawwal (en) (1935-2008), chanteur soufiste indien

## Référence
1. ↑  (fr) Jaani - les-prenoms.org